# 桑给巴尔众议院
桑给巴尔众议院是坦桑尼亚半自治岛屿桑给巴尔的一院制立法机构。

## 众议院历史
现任立法机构成立于1980年。在此之前，革命委员会在1964年桑给巴尔革命之后的16年里一直担任行政和立法职能。

## 选举历史
多党制下过去选举的结果。